# Richard Adjei
Richard Adjei, Richy Adjei (ur. 30 stycznia 1983 w Düsseldorfie, zm. 26 października 2020) – niemiecki bobsleista. Srebrny medalista olimpijski z Vancouver.
Był pierwszym czarnoskórym bobsleistą w niemieckiej reprezentacji – jego ojciec pochodzi z Ghany. Wcześniej był zawodnikiem futbolu amerykańskiego w German Football League i NFL Europa. Igrzyska w 2010 były jego pierwszą olimpiadą. Srebro wywalczył w dwójkach, w parze z pilotem Thomasem Florschützem.